# Caproni Vizzola F.5
Il Caproni Vizzola F.5 fu un aereo da caccia monomotore monoplano ad ala bassa progettato dall'ingegnere Fabrizi dell'ufficio tecnico dell'azienda italiana Caproni e prodotto negli stabilimenti della consociata Caproni Vizzola di Vizzola Ticino, presso Varese, alla fine degli anni trenta.
Realizzato in una piccola serie venne utilizzato dalla Regia Aeronautica.

## Storia del progetto
Nel 1936, il Ministero dell'aeronautica emise una specifica per la fornitura di un aereo da caccia per poter dotare la Regia Aeronautica di una nuova generazione di velivoli in sostituzione di pari ruolo progettati il decennio precedente, come il Fiat C.R.20.
Il Concorso Caccia Intercettore Terrestre, questa la designazione ufficiale, venne diviso in due gruppi distinti, il I (primo) che riguardava i progetti in configurazione alare biplana al quale vennero presentati i Fiat C.R.42 e Caproni Ca.165, ed il II (secondo) che prevedeva un progetto monoplano al quale risposero 6 aziende aeronautiche con i modelli AUSA AUT 18, IMAM Ro.51, Fiat G.50, Macchi M.C.200, Caproni Vizzola F.5 e Reggiane Re.2000. Le due differenti configurazioni vennero valutate in due distinti gruppi omogenei con prove comparative ad opera di diversi piloti collaudatori che si alternavano, come consuetudine, sui vari modelli per saggiarne le caratteristiche e metterle in relazione tra loro.
L'F.5, sviluppato sul progetto preliminare effettuato dall'ingegner Fabrizi, dovette essere affidato all'ing. Ripabelli, affiancato successivamente dall'ingegner Baldassarri, per la sopraggiunta morte del primo a causa di un incidente di volo. Il progetto prevedeva una costruzione mista abbinata al motore radiale A.74 e due mitragliatrici Breda-SAFAT calibro 12,7 mm, questi ultimi previsti dalle specifiche del concorso. Il prototipo venne realizzato nel corso del 1938 e venne portato in volo per la prima volta sul campo d'aviazione di Vizzola Ticino il 19 febbraio 1939 ai comandi del pilota collaudatore Giuseppe Pancera, anche se la data del primo volo ufficiale è datata 15 luglio 1940.
Durante le prove comparative il modello si rivelò esente da difetti, tra l'altro a differenza di altri non soffrendo nemmeno di autorotazione, ed in alcuni valori anche superiori alla concorrenza ma a causa di un ritardo nello sviluppo rispetto alle proposte Fiat e Macchi gli vennero preferiti i modelli da loro presentati. Nonostante ciò il progetto venne ritenuto degno di essere sviluppato e venne emesso un ordine di fornitura per 12 esemplari di pre-serie ventilando la possibilità di un successivo ordine di 200 unità, successivamente non confermato. All'epoca la Regia Aeronautica aveva abbandonato l'orientamento fino ad allora seguito (caccia equipaggiati con motore radiale) ed era interessata a caccia con motore in linea di oltre 1.000 CV.
Quando si rese disponibile il Daimler-Benz DB 601 tedesco, analogamente a quanto realizzato con gli altri caccia italiani a motore radiale già in servizio, si adattò al motore tedesco la cellula dell'F.5 per realizzare il nuovo F.5bis, approfittandone altresì per inserire alcune modifiche migliorative alla cellula. L'aereo, diversamente dai suoi concorrenti (Macchi M.C.202 e Reggiane Re.2001), non fu avviato alla produzione in serie e rimase a livello di prototipo.
Gli F.5 costruiti furono concentrati nell'inverno 1942-1943 alla 300ª Squadriglia del 167º Gruppo Autonomo Intercettori dell'Aeroporto di Littoria per la 3ª Squadra aerea, dove rimasero come caccia notturni per buona parte della guerra, al 9 luglio 1943 ne erano disponibili ancora 10, di cui 5 efficienti e pronti al volo e 5 in riparazione. Non furono però particolarmente incisivi durante i combattimenti aerei di quei mesi, che avrebbero richiesto aerei più veloci (soprattutto nella velocità ascensionale) e meglio armati, per poter confrontarsi con i bombardieri pesanti Boeing B-17 Flying Fortress e Consolidated B-24 Liberator.

## Versioni
F.5
2 prototipi e 11 esemplari di serie, equipaggiati con un motore radiale Fiat A.74 RC.38.
F.5bis
un esemplare (MM 5932) equipaggiato con un motore Daimler-Benz DB 601 e costruzione a cellula mista.

## Utilizzatori
Italia
- Regia Aeronautica

### Pubblicazioni
- Fabrizi-5 un intercettore dalla breve carriera, in Aerofan, vol. 2, n. 9, 1979,  pp. 54-58.